# Comité historique des arts et monuments
 (avril 2012).
Si vous disposez d'ouvrages ou d'articles de référence ou si vous connaissez des sites web de qualité traitant du thème abordé ici, merci de compléter l'article en donnant les références utiles à sa vérifiabilité et en les liant à la section « Notes et références ».
Le Comité historique des arts et monuments, créé en 1837 par le comte Narcisse de Salvandy , ministre de l'Instruction publique, est une émanation du Comité des documents inédits de l'histoire de France fondé en 1834 par Guizot, ministre de l'intérieur.

## Missions
- inventaire des monuments de France ;
- conservation des monuments historiques ;